# National Football Conference
National Football Conference este, împreună cu AFC, una dintre cele două conferințe (asociații) care alcătuiesc campionatul NFL al fotbalului american. Francizele sunt împărțite în patru divizii.
Din 1984 până în 1996, victoria în Super Bowl, meciul care hotărăște campioana NFL, a fost în mod constant de partea francizelor din NFC. Din 1997 bilanțul este mai puțin bun cu doar două victorii în nouă sezoane.

## Divizia Est
- Dallas Cowboys
- New York Giants
- Philadelphia Eagles
- Washington Commanders

## Divizia Nord
- Chicago Bears
- Detroit Lions
- Green Bay Packers
- Minnesota Vikings

## Divizia Sud
- Atlanta Falcons
- Carolina Panthers
- New Orleans Saints
- Tampa Bay Buccaneers

## Divizia Vest
- Arizona Cardinals
- Los Angeles Rams
- San Francisco 49ers
- Seattle Seahawks

## Palmares
| Sezoane | Finale                   | Finale | Finale                  |
| Sezoane | Câștigătoare             | Scor   | Finaliste               |
| ------- | ------------------------ | ------ | ----------------------- |
| 1970    | Dallas Cowboys (1)       | 17-10  | San Francisco 49ers     |
| 1971    | Dallas Cowboys (2)       | 14-3   | San Francisco 49ers     |
| 1972    | Washington Redskins (1)  | 26-3   | Dallas Cowboys          |
| 1973    | Minnesota Vikings (1)    | 27-10  | Dallas Cowboys          |
| 1974    | Minnesota Vikings (2)    | 14-10  | Los Angeles Rams        |
| 1975    | Dallas Cowboys (3)       | 37-7   | Los Angeles Rams        |
| 1976    | Minnesota Vikings (3)    | 24-13  | Los Angeles Rams        |
| 1977    | Dallas Cowboys (4)       | 23-6   | Minnesota Vikings       |
| 1978    | Dallas Cowboys (5)       | 28-0   | Los Angeles Rams        |
| 1979    | Los Angeles Rams (1)     | 9-0    | Tampa Bay Buccaneers    |
| 1980    | Philadelphia Eagles (1)  | 20-7   | Dallas Cowboys          |
| 1981    | San Francisco 49ers (1)  | 28-27  | Dallas Cowboys          |
| 1982    | Washington Redskins (2)  | 31-17  | Dallas Cowboys          |
| 1983    | Washington Redskins (3)  | 24-21  | San Francisco 49ers     |
| 1984    | San Francisco 49ers (2)  | 23-0   | Chicago Bears           |
| 1985    | Chicago Bears (1)        | 24-0   | Los Angeles Rams        |
| 1986    | New York Giants (1)      | 17-0   | Washington Redskins     |
| 1987    | Washington Redskins (4)  | 17-10  | Minnesota Vikings       |
| 1988    | San Francisco 49ers (3)  | 28-3   | Chicago Bears           |
| 1989    | San Francisco 49ers (4)  | 30-3   | Los Angeles Rams        |
| 1990    | New York Giants (2)      | 15-13  | San Francisco 49ers     |
| 1991    | Washington Redskins (5)  | 41-10  | Detroit Lions           |
| 1992    | Dallas Cowboys (6)       | 30-20  | San Francisco 49ers     |
| 1993    | Dallas Cowboys (7)       | 38-21  | San Francisco 49ers     |
| 1994    | San Francisco 49ers (5)  | 38-28  | Dallas Cowboys          |
| 1995    | Dallas Cowboys (8)       | 38-27  | Green Bay Packers       |
| 1996    | Green Bay Packers (1)    | 30-13  | Panthers de la Caroline |
| 1997    | Green Bay Packers (2)    | 23-10  | San Francisco 49ers     |
| 1998    | Atlanta Falcons (1)      | 30-27  | Minnesota Vikings       |
| 1999    | Saint Louis Rams (2)     | 11-6   | Tampa Bay Buccaneers    |
| 2000    | New York Giants (3)      | 41-0   | Minnesota Vikings       |
| 2001    | Saint Louis Rams (3)     | 29-24  | Philadelphia Eagles     |
| 2002    | Tampa Bay Buccaneers (1) | 27-10  | Philadelphia Eagles     |
| 2003    | Carolina Panthers (1)    | 14-3   | Philadelphia Eagles     |
| 2004    | Philadelphia Eagles (2)  | 27-10  | Atlanta Falcons         |
| 2005    | Seattle Seahawks (1)     | 34-10  | Carolina Panthers       |
| 2006    | Chicago Bears (2)        | 39-14  | New Orleans Saints      |
| 2007    | New York Giants (4)      | 23-20  | Green Bay Packers       |
| 2008    | Arizona Cardinals (1)    | 32-25  | Philadelphia Eagles     |
| 2009    | New Orleans Saints (1)   | 31-28  | Minnesota Vikings       |
| 2010    | Green Bay Packers (3)    | 21-14  | Chicago Bears           |
| 2011    | New York Giants (5)      | 20-17  | San Francisco 49ers     |
| 2012    | San Francisco 49ers (6)  | 28-24  | Atlanta Falcons         |
| 2013    | Seattle Seahawks (2)     | 23-17  | San Francisco 49ers     |
| 2014    | Seattle Seahawks (3)     | 28-22  | Green Bay Packers       |
| 2015    | Carolina Panthers (2)    | 49-15  | Arizona Cardinals       |
| 2016    | Atlanta Falcons (2)      | 44-21  | Green Bay Packers       |
| 2017    | Philadelphia Eagles (3)  | 38-7   | Minnesota Vikings       |
| 2018    | Los Angeles Rams (4)     | 26-23  | New Orleans Saints      |
| 2019    | San Francisco 49ers (7)  | 37-20  | Green Bay Packers       |
| 2020    | Tampa Bay Buccaneers (1) | 31-26  | Green Bay Packers       |
| 2021    | Los Angeles Rams (5)     | 20-17  | San Francisco 49ers     |
| 2022    | Philadelphia Eagles (4)  | 31-7   | San Francisco 49ers     |
| 2023    | San Francisco 49ers (8)  | 34-31  | Detroit Lions           |

## Tabel de onoare
| Loc | Franciză                     | Victorii                                           | Finaliste |
| --- | ---------------------------- | -------------------------------------------------- | --------- |
| 1   | San Francisco 49ers          | 8 (1981, 1984, 1988, 1989, 1994, 2012, 2019, 2023) | 11        |
| 2   | Dallas Cowboys               | 8 (1970, 1971, 1975, 1977, 1978, 1992, 1993, 1995) | 6         |
| 3   | Los Angeles/Saint-Louis Rams | 5 (1979, 1999, 2001, 2018, 2021)                   | 6         |
| 4   | Washington Commanders        | 5 (1972, 1982, 1983, 1987, 1991)                   | 1         |
| 5   | New York Giants              | 5 (1986, 1990, 2000, 2007, 2011)                   | 0         |
| 6   | Philadelphia Eagles          | 4 (1980, 2004, 2017, 2022)                         | 4         |
| 7   | Minnesota Vikings            | 3 (1973, 1974, 1976)                               | 6         |
| 7   | Green Bay Packers            | 3 (1996, 1997, 2010)                               | 6         |
| 9   | Seattle Seahawks             | 3 (2005, 2013, 2014)                               | 0         |
| 10  | Chicago Bears                | 2 (1985, 2006)                                     | 3         |
| 11  | Carolina Panthers            | 2 (2003, 2015)                                     | 2         |
| 11  | Atlanta Falcons              | 2 (1998, 2016)                                     | 2         |
| 11  | Tampa Bay Buccaneers         | 2 (2002, 2020)                                     | 2         |
| 14  | New Orleans Saints           | 1 (2008)                                           | 2         |
| 14  | Arizona Cardinals            | 1 (2009)                                           | 1         |
| 16  | Detroit Lions                | 0                                                  | 2         |